# Juri Wiktorowitsch Fedotow

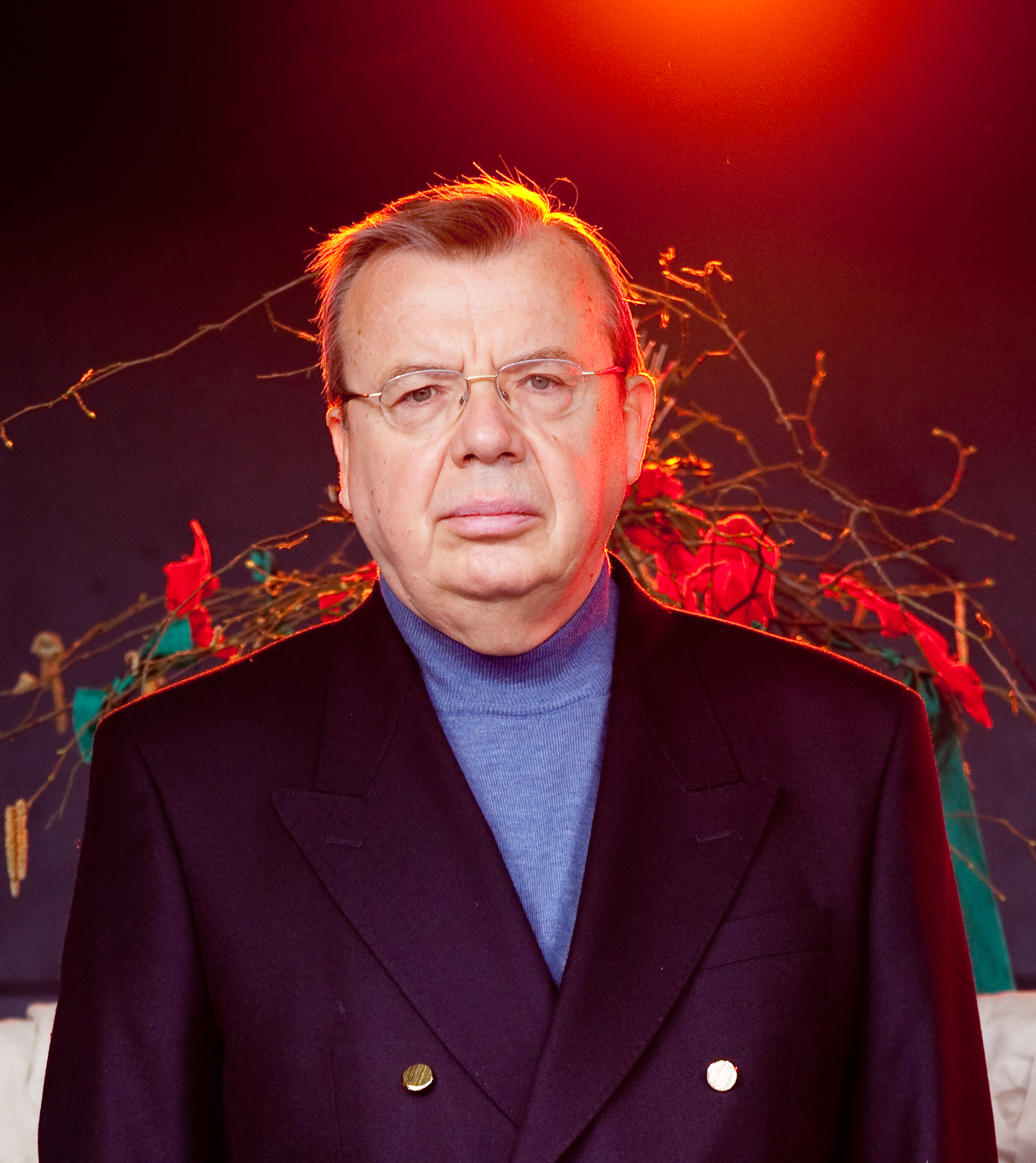
Juri Fedotow (2009)

Juri Wiktorowitsch Fedotow (russisch Ю́рий Ви́кторович Федо́тов; * 14. Dezember 1947 in Saratow; † 16. Juni 2022 in Wien) war ein hochrangiger Diplomat der Russischen Föderation. In seiner Laufbahn hatte er mehrere Posten bei der UN inne und war zwischenzeitlich russischer Vize-Außenminister sowie Botschafter in Algerien, Indien und zuletzt Großbritannien. Im Juli 2010 wurde er von UN-Generalsekretär Ban Ki Moon zum Nachfolger von Antonio Maria Costa als neuer Leiter des UN-Büros für Drogen- und Kriminalitätsbekämpfung (UNODC) ernannt. Zum 1. Februar 2020 wurde er durch die Ägypterin Ghada Waly abgelöst.
Juri  Fedotow starb am 16. Juni 2022 im Alter von 74 Jahren in einem Wiener Krankenhaus.